# Lee Bok-Hee
Lee Bok-Hee (en coreano: 이복희; 13 de diciembre de 1978) es una deportista surcoreana que compitió en judo. Ganó tres medallas en el Campeonato Asiático de Judo entre los años 2003 y 2005.

## Palmarés internacional
| Campeonato Asiático | Campeonato Asiático  | Campeonato Asiático | Campeonato Asiático |
| Año                 | Lugar                | Medalla             | Categoría           |
| ------------------- | -------------------- | ------------------- | ------------------- |
| 2003                | Jeju (Corea del Sur) | Medalla de plata    | –63 kg              |
| 2004                | Almatý ( Kazajistán) | Medalla de plata    | –63 kg              |
| 2005                | Taskent (Uzbekistán) | Medalla de bronce   | –63 kg              |